# Matthew Knies
Matthew Knies (né le 17 octobre 2002 à Phoenix, État de l'Arizona) est un joueur professionnel américain de hockey sur glace. Il évolue au poste d'attaquant. Son frère Phil est également professionnel.

## Biographie

### Carrière en club
Knies commence sa carrière junior avec le Storm de Tri-City dans l'USHL en 2018-2019. Il est choisi au deuxième tour, en 57e position par les Maple Leafs de Toronto lors du repêchage d'entrée dans la LNH 2021. De 2021 à 2022, il poursuit un cursus universitaire à l'Université du Minnesota. Il évolue quatre saisons avec les Golden Gophers dans le championnat NCAA. Le 10 avril 2023, il joue son premier match dans la Ligue nationale de hockey avec les Maple Leafs chez les Panthers de la Floride. Le 11 avril 2023, il enregistre son premier point, une assistance face au Lightning de Tampa Bay. Le 2 mai 2023, il marque son premier but face aux Panthers.

### Carrière internationale
Il représente les États-Unis au niveau international. Il prend part aux sélections jeunes. Il est sélectionné pour les Jeux olympiques de 2022.

## Statistiques

### En club
| Saison     | Équipe                      | Ligue      |    | Saison régulière | Saison régulière | Saison régulière | Saison régulière | Saison régulière |   | Séries éliminatoires | Séries éliminatoires | Séries éliminatoires | Séries éliminatoires | Séries éliminatoires |
| Saison     | Équipe                      | Ligue      | PJ | B                | A                | Pts              | Pun              | PJ               | B | A                    | Pts                  | Pun                  |                      |                      |
| 2018-2019  | Storm de Tri-City           | USHL       | 2  | 0                | 0                | 0                | 0                | -                | - | -                    | -                    | -                    |                      |                      |
| 2019-2020  | Storm de Tri-City           | USHL       | 44 | 14               | 31               | 45               | 12               | -                | - | -                    | -                    | -                    |                      |                      |
| 2020-2021  | Storm de Tri-City           | USHL       | 44 | 17               | 25               | 42               | 24               | 3                | 1 | 3                    | 4                    | 0                    |                      |                      |
| 2021-2022  | Golden Gophers du Minnesota | Big Ten    | 33 | 15               | 18               | 33               | 31               | -                | - | -                    | -                    | -                    |                      |                      |
| 2022-2023  | Golden Gophers du Minnesota | Big Ten    | 40 | 21               | 21               | 42               | 29               | -                | - | -                    | -                    | -                    |                      |                      |
| 2022-2023  | Maple Leafs de Toronto      | LNH        | 3  | 0                | 1                | 1                | 2                | 7                | 1 | 3                    | 4                    | 4                    |                      |                      |
| 2023-2024  | Maple Leafs de Toronto      | LNH        | 80 | 15               | 20               | 35               | 45               | 7                | 2 | 1                    | 3                    | 2                    |                      |                      |
| Totaux LNH | Totaux LNH                  | Totaux LNH | 83 | 15               | 21               | 36               | 47               | 14               | 3 | 4                    | 7                    | 6                    |                      |                      |

### En équipe nationale
| Année | Compétition                 |   | PJ | B | A | Pts | Pun | +/-             |  | Résultat |
| 2022  | Championnat du monde junior | 5 | 0  | 3 | 3 | 0   | +3  | Cinquième place |  |          |
| 2022  | Jeux olympiques             | 4 | 1  | 1 | 2 | 2   | 0   | Cinquième place |  |          |